# Plethysmochaeta bicolor
Plethysmochaeta bicolor är en tvåvingeart som först beskrevs av Charles Thomas Brues 1905.  Plethysmochaeta bicolor ingår i släktet Plethysmochaeta och familjen puckelflugor. Inga underarter finns listade i Catalogue of Life.